# Тюлькино-Пушкари
Тюлькино-Пушкари — деревня в Увинском районе Удмуртии, входит в состав Чеканского сельского поселения.

## География
Деревня находится на расстоянии 33 км к северо-востоку от посёлка Ува, административного центра района, и 52 км к северо-западу от города Ижевск, столицы республики.

### Часовой пояс
Деревня Тюлькино-Пушкари, как и вся Удмуртия, находится в часовой зоне МСК+1. Смещение применяемого времени относительно UTC составляет +4:00.

## Население
| 2010 | 2012 |
| ---- | ---- |
| 40   | ↘38  |